# Wilhelm Szewczyk

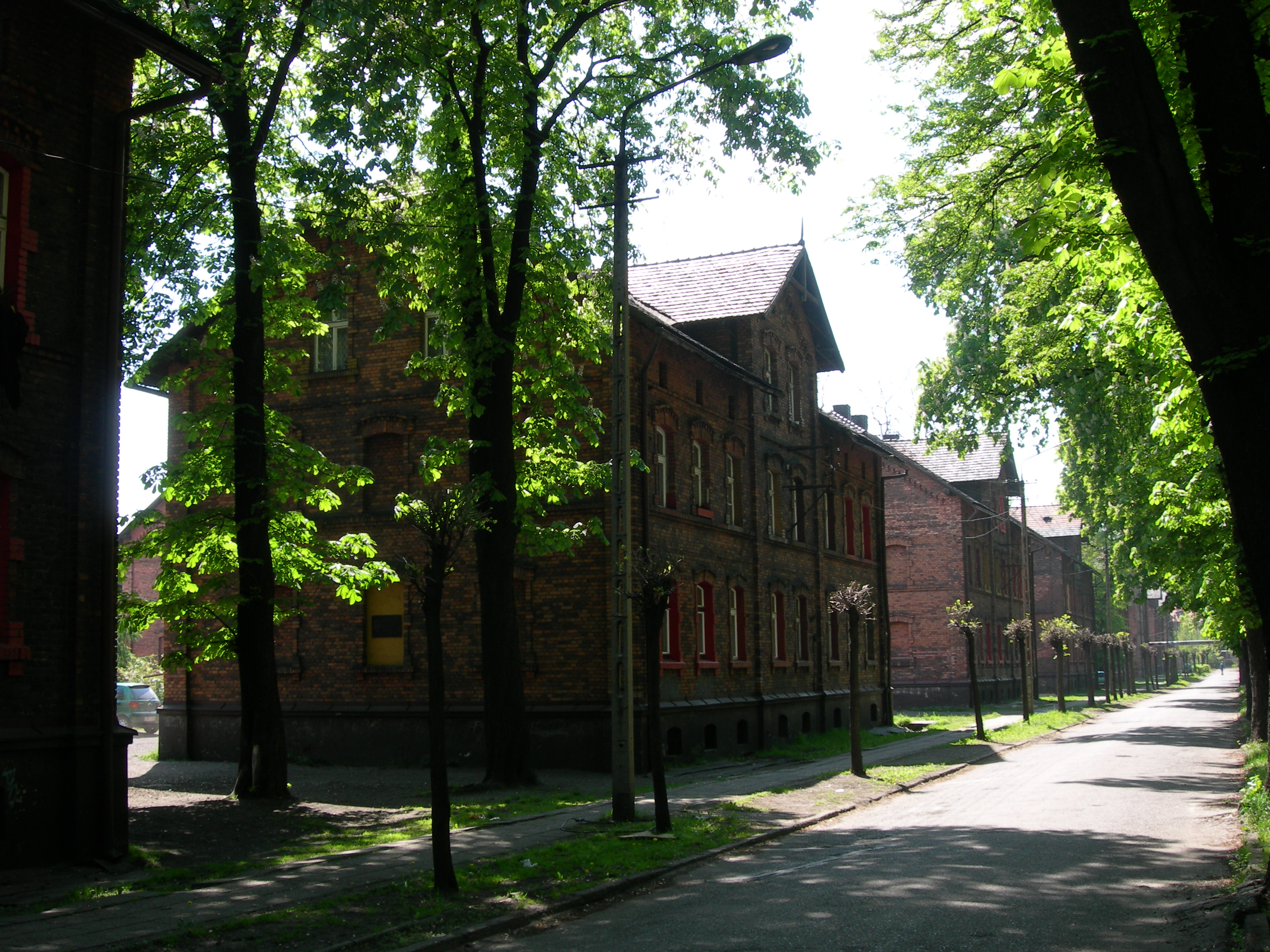
Familok w Czerwionce, w którym wychował się Wilhelm Szewczyk (2007)

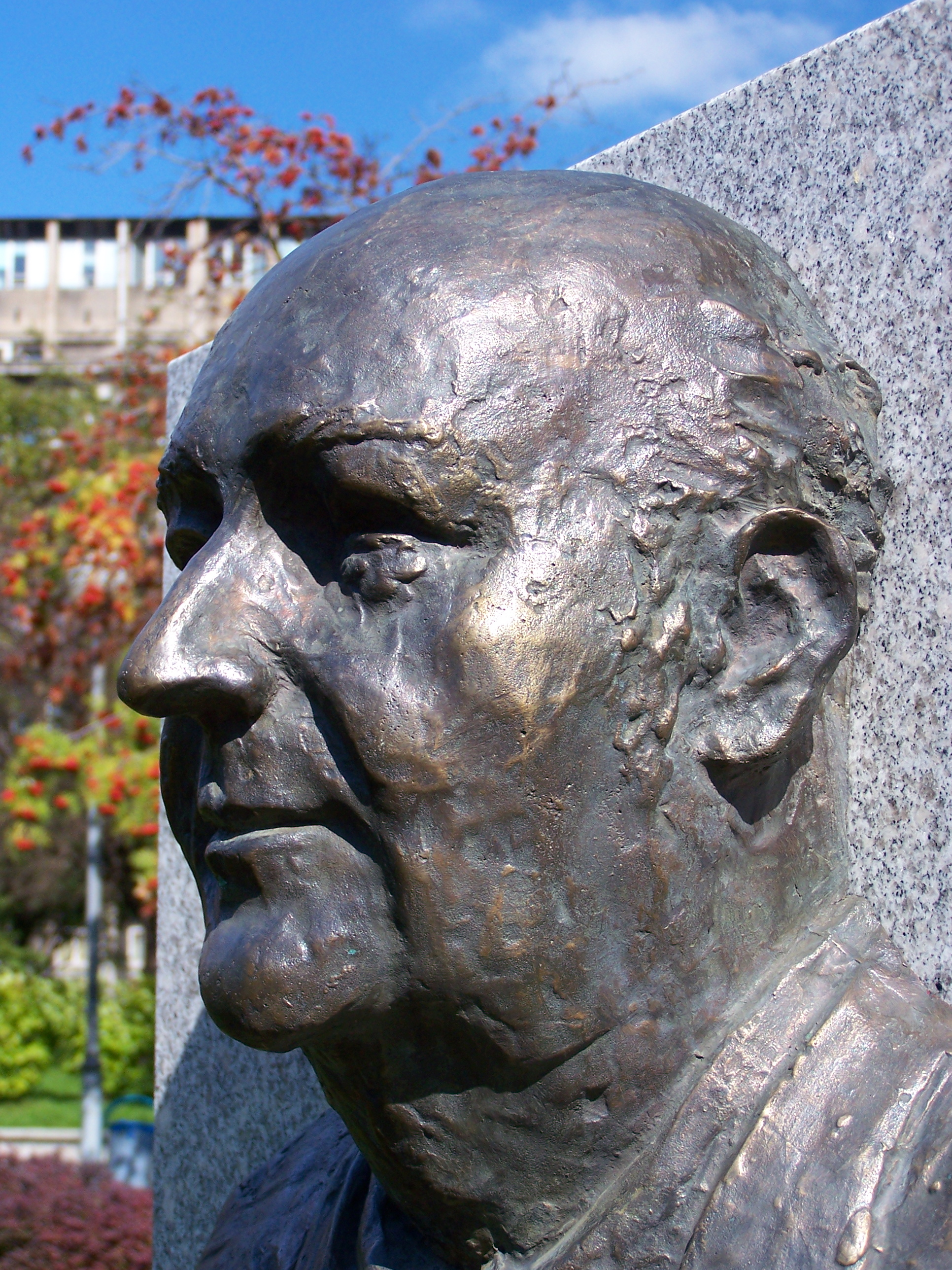
Popiersie Wilhelma Szewczyka w Galerii Artystycznej na placu Grunwaldzkim w Katowicach

Wilhelm Szewczyk (ur. 5 stycznia 1916 (lub 1918) w Czuchowie, zm. 8 czerwca 1991 w Katowicach) – prozaik, publicysta, krytyk literacki, poeta, tłumacz z języka niemieckiego, literaturoznawca w zakresie literatury niemieckiej i serbołużyckiej, redaktor naczelny czasopism „Odra”, „Przemiany” i „Poglądy”, działacz nacjonalistyczny i komunistyczny, poseł na Sejm PRL II, III, V, VI, VII i VIII kadencji, Budowniczy Polski Ludowej. Znana postać katowickiej bohemy, ojciec Grażyny Barbary Szewczyk.
Długoletni prezes Oddziału Związku Literatów Polskich w Katowicach. Autor ok. 500 publikacji – wierszy, opowiadań, powieści, esejów, reportaży. Znawca problemów polsko-niemieckich, autor licznych przekładów z literatury niemieckiej.

## Życiorys
Wilhelm Szewczyk urodził się w Czuchowie w kamienicy czynszowej przy ul. Młyńskiej jako syn Hieronima i Anny. Następnie jego rodzina przeprowadziła się do Czerwionki, gdzie mieszkała w familoku przy ul. Kościuszki. Uczęszczał do Państwowego Gimnazjum i Liceum w Rybniku, jednak nie zdał egzaminu maturalnego z matematyki.
Po ukończeniu liceum przeniósł się do Katowic, gdzie w 1935 w czasopiśmie „Kuźnica” opublikował swoje pierwsze poezje. Działał w Obozie Narodowo-Radykalnym. Postulował wyeliminowanie Żydów z życia kulturalnego i gospodarczego. Literaturę i prasę żydowską uznawał za jedną z najgroźniejszych broni „żydowskiego państwa eksterytorialnego”. Sprzeciwiał się jednak paleniu literatury żydowskiej. W 1938 ukazał się jego poemat Hanys, przedstawiający dramatyczne losy Ślązaka – górnika oraz splot narastających na Górnym Śląsku konfliktów społecznych i narodowych. Do 1939 pracował w redakcji literackiej katowickiej rozgłośni Polskiego Radia.
Podczas II wojny światowej został wcielony do Wehrmachtu i przewieziony do Wrocławia. W 1941 jako żołnierz niemiecki przebywał w Normandii. Po ataku Niemiec na Związek Radziecki w 1941 roku przeniesiono go na front wschodni. W sierpniu 1941 został ranny pod Smoleńskiem i przebywał w szpitalu w Baranowiczach. Po leczeniu w Turyngii przeniesiono go w styczniu 1942 do Alzacji. Jak twierdził sam Szewczyk, za demonstrowaną postawę pacyfistyczną oraz krytykę Hitlera miał zostać aresztowany, wydalony z oddziału, a w 1942 osadzony w więzieniu w Katowicach. Stamtąd miał zbiec do Generalnego Gubernatorstwa podczas przepustki, gdzie – jak utrzymywał – uczestniczył w tajnym nauczaniu do 1945. Będąc w wojsku niemieckim, prezentował jednak jednoznacznie propolską postawę, m.in. korespondując w tej kwestii z gauleiterem Fritzem Brachtem.
Po wojnie wrócił do Katowic. Podjął pracę w Wydziale Informacji i Propagandy Urzędu Wojewódzkiego w Katowicach. Następnie został zatrudniony w Rozgłośni Śląskiej Polskiego Radia. Wstąpił do Stronnictwa Demokratycznego, z rekomendacji którego został członkiem Wojewódzkiej Rady Narodowej w Katowicach jako reprezentant Związku Zawodowego Literatów Polskich. W 1947 wystąpił z SD. W latach 1947–1948 był członkiem Polskiej Partii Robotniczej, a następnie, od 1948 należał do Polskiej Zjednoczonej Partii Robotniczej. Redagował materiały propagandowe dla tutejszego Komitetu Wojewódzkiego PZPR. W 1949 został wykluczony z partii. W 1953 był wśród grona 53 członków krakowskiego Związku Literatów Polskich, którzy poparli komunistyczne represje wobec duchowieństwa katolickiego w Polsce. Wspierał działania propagandy komunistycznej w trakcie głośnego procesu księży kurii krakowskiej.
W 1960 powrócił do PZPR. Jednym z przykładów jego propagandowego zaangażowania jest wydana w latach 60. książka Z teczki wspomnień PPR. Propagował w niej marksizm i leninizm oraz zmiany ustrojowe Polski. Żołnierzy Armii Krajowej nazwał wrogiem w cywilu, który popełnił najohydniejsze zbrodnie na działaczach komunistycznych. Polska, według tej publikacji, kierowana była nieomylną busolą mądrości doświadczonej – nauki marksizmu-leninizmu. „(...) szybko stał się liderem środowiska katowickich literatów. Umiejętnie poruszał się po przedpokojach władzy, bywał częstym gościem wojewody Jerzego Ziętka, ale też zręcznie lawirował po wojewódzkim aparacie partyjnym.”. Od 1971 był członkiem KW PZPR w Katowicach, w latach 1980–1981 zasiadał w jego egzekutywie.
W latach 1945–1950 był redaktorem naczelnym tygodnika „Odra”, oraz w latach 1947–1951 kierownikiem literackim Teatru Śląskiego im. Stanisława Wyspiańskiego. Od 1951 pełnił funkcję redaktora „Życia Literackiego” wydawanego w Krakowie. W latach 1952–1956 był dyrektorem Studium Teatralnego w Katowicach, zaś później w okresie 1956–1957 redaktorem naczelnym czasopisma „Przemiany”. W latach 1962–1983 pełnił funkcję redaktora naczelnego dwutygodnika „Poglądy”, wokół którego koncentrowali się w tym czasie prawie wszyscy „koncesjonowani” literaci Górnego Śląska. Wychodzący we Wrocławiu miesięcznik „Odra” przyznał mu w 1966 nagrodę za całokształt twórczości literackiej i publicystycznej.
Wilhelm Szewczyk był także wielokrotnym posłem na Sejm PRL – pełnił tę funkcję przez sześć kadencji (II, III, V, VI, VII i VIII kadencja), zasiadał w Sejmie od 1957 z przerwą w latach 1965–1969 aż do 1985.
Będąc posłem na Sejm PRL, był osobą równie barwną, jak w okresie wcześniejszym. W Sejmie III kadencji zasiadało oprócz niego jeszcze dwóch pisarzy: Bohdan Czeszko i Władysław Machejek. Przynosili oni do Sejmu wódkę w butelkach po wodzie sodowej i pod koniec sesji nie potrafili już siedzieć w ławach poselskich. Oburzeni posłowie z Katowic na czele z Wilhelmem Szewczykiem złożyli wówczas interpelację do laski marszałkowskiej, że skandalem jest sprzedawanie towarzyszom pisarzom wódki w bufecie, a im nie. Po interpelacji przepisy podobno złagodniały.
Zmarł 8 czerwca 1991 w Katowicach. Pochowany został na cmentarzu ewangelickim przy ul. Francuskiej w Katowicach (kwatera 10-11-14).

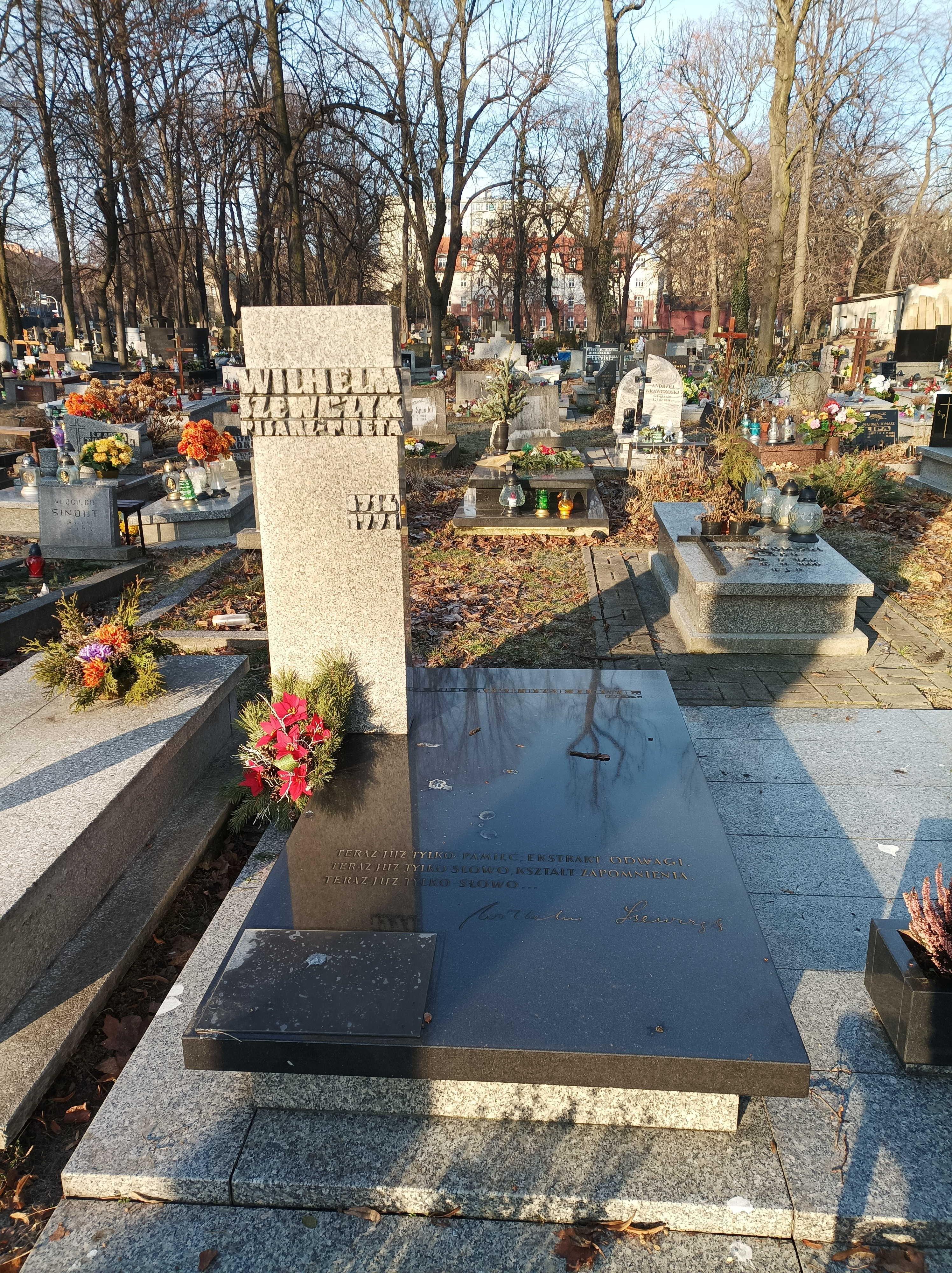
Grób Wilhelma Szewczyka na cmentarzu ewangelickim przy ul. Francuskiej w Katowicach

Osoba Wilhelma Szewczyka wzbudza duże kontrowersje wśród badaczy. 20 kwietnia 2009 w Chorzowskim Centrum Kultury odbył się wykład otwarty Sebastiana Rosenbauma, pracownika naukowego Oddziałowego Biura Edukacji Publicznej IPN w Katowicach pt. „Wilhelm Szewczyk – intelektualista zaangażowany”, wygłoszony został w ramach cyklu wykładów „PRL – takie były czasy”.

## Dorobek literacki
Jest autorem wielu powieści, nowel oraz szkiców na tematy śląskie. Do jego dorobku literackiego należą m.in.:
- Posągi – zbiór wierszy (1945)
- Portret Łużyczanki Mina Witkojc (1948)

Powieści:
- Wyprzedaż samotności (1959)
- Od wiosny do jesieni (1965)
- Skarb Donnersmarcków (1956)
- Kleszcze
- Czarne słońce
- Klara Krause – zbiór opowiadań
- Ptaki ptakom
- Marnotrawstwo serca czyli Lou Andreas Salomé (1980)

Szkice i eseje:
- 13 Portretów Śląskich – szkice portretowe Ślązaków. Wydawnictwo Literackie Kraków (1953)
- Z kraju Lompy (1957)
- Literatura niemiecka w XX wieku (1962, wyd. 2 uzupełnione 1964)
- Co robią Niemcy – Wydawnictwo Literackie Kraków (1969)
- Syndrom śląski – zbiór esejów (1985)

## Ordery i odznaczenia
- Order Budowniczych Polski Ludowej (1976)[17]
- Order Sztandaru Pracy I klasy (1964)
- Order Sztandaru Pracy II klasy (1959)
- Krzyż Kawalerski Orderu Odrodzenia Polski (15 lipca 1954)[18]
- Złoty Krzyż Zasługi (18 stycznia 1946)[19]
- Medal 30-lecia Polski Ludowej (1973)
- Medal 10-lecia Polski Ludowej (28 lutego 1955)[20]
- Medal Rodła (1987)[21]
- Medal „Za zasługi dla obronności kraju” (1973)
- Odznaka 1000-lecia Państwa Polskiego (1968)
- Odznaka „Zasłużony w Rozwoju Województwa Katowickiego” (1986)
- Odznaka honorowa „Zasłużony dla Warmii i Mazur” (1965)[22]
- Złota Odznaka Polskiego Związku Kulturalno-Oświatowego w Czechosłowacji (1978)
- Złota Odznaka Trybuny Robotniczej (1973)[23]

## Nagrody
- 1963 – Nagroda Ministra Kultury i Sztuki
- 1966 – Nagroda „Odry” za całokształt twórczości literackiej i publicystycznej
- 1972 – Nagroda Państwowa II stopnia
- 1977 – Nagroda „Trybuny Ludu”[24]
- 1979 – Nagroda indywidualna RSW Prasa-Książka-Ruch[25]
- 1984 – Nagroda Przewodniczącego Komitetu ds. Radia i Telewizji
- 1986 – Nagroda im. Karola Miarki
- 1986 – Nagroda Państwowa I stopnia
- 1988 – Nagroda im. J. Ziętka

## Pamięć o Wilhelmie Szewczyku
Rokrocznie pod patronatem miasta Czerwionka-Leszczyny odbywa się międzynarodowy konkurs literacki „O złote cygaro Wilhelma”. W czerwcu 2001 nazwano jego imieniem Zespół Szkół w Czerwionce-Leszczynach, jest on także patronem ulicy w Czuchowie. Od 1995 jest patronem placu przed dworcem kolejowym w Katowicach. W 2017 wojewoda śląski wydał zarządzenie o zmianie nazwy placu, jednak Rada Miasta Katowice podjęła uchwałę o wniesieniu skargi do Wojewódzkiego Sądu Administracyjnego w Gliwicach na zarządzenie wojewody. 17 maja 2018 sąd unieważnił zarządzenie wojewody, przywracając pierwotną nazwę placu. Wojewoda śląski złożył w związku z tym skargę kasacyjną od wyroku WSA do Naczelnego Sądu Administracyjnego. NSA uchylił zeszłoroczny wyrok niższej instancji i podtrzymał zarządzenie wojewody zmieniające nazwę pl. Wilhelma Szewczyka na pl. Marii i Lecha Kaczyńskich.
W 2000 Wilhelm Szewczyk zajął 18. miejsce w plebiscycie ogłoszonym przez „Gazetę Wyborczą” na „Najwybitniejszego Ślązaka XX wieku”.